# 擊球

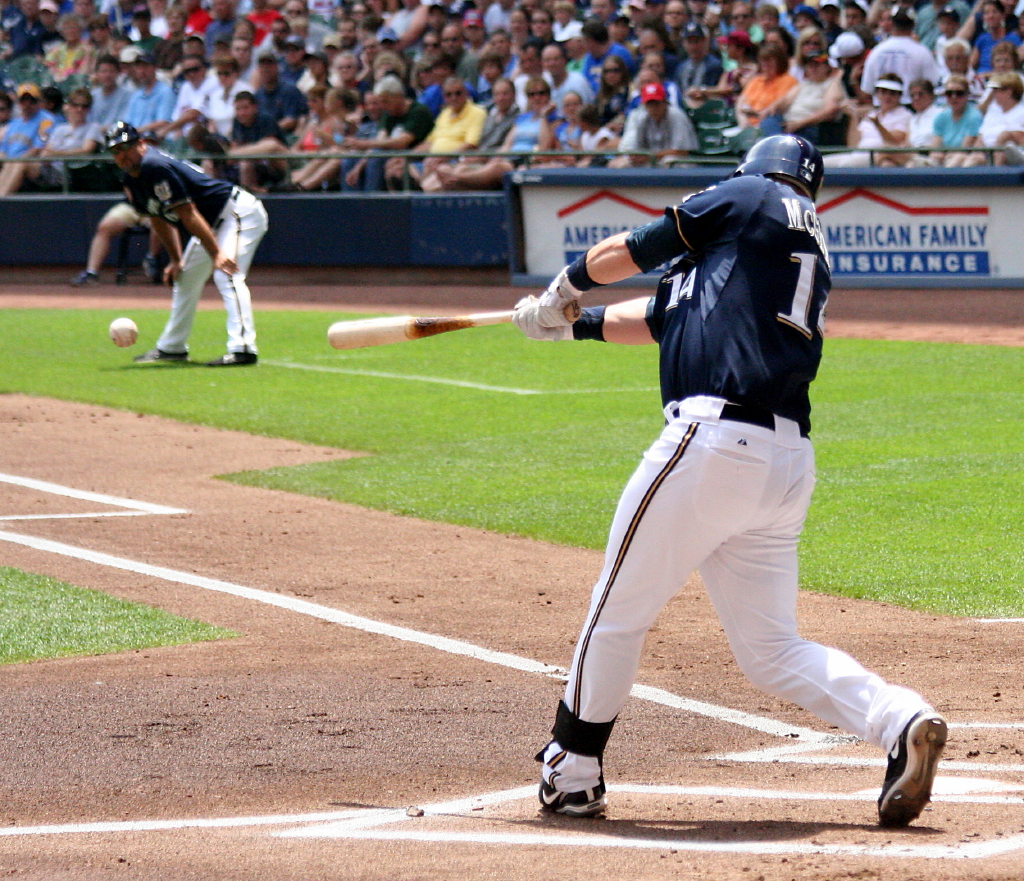
密尔瓦基酿酒人队的凱西·麥克基将球擊入場中

在棒球和垒球的團隊运动中，击球（英語：Batted ball）是指击球員將投手投出的球擊入場內。击出的球可以是界內球，也可以是界外球，依擊球品質分为高飛球、衝天砲、平飛球及滾地球。在棒球比赛中，界外球算作是投手的好球，但若投手在該打席已經有兩次好球，且非擦棒被捕或觸擊，則不會再記一次好球。高飛球是指以弧形方式飛行且有較遠飛行距離的球；衝天砲是指飛行距離極短的高飛球；平飛球是指貼近於地面飛行的球；而滾地球是指擊出後不久落地並滾行。上述類型以平飛球最常發生意外，對守備員、裁判及場邊觀眾構成威脅，歷史上曾有人因此而過世。

## 界內與界外

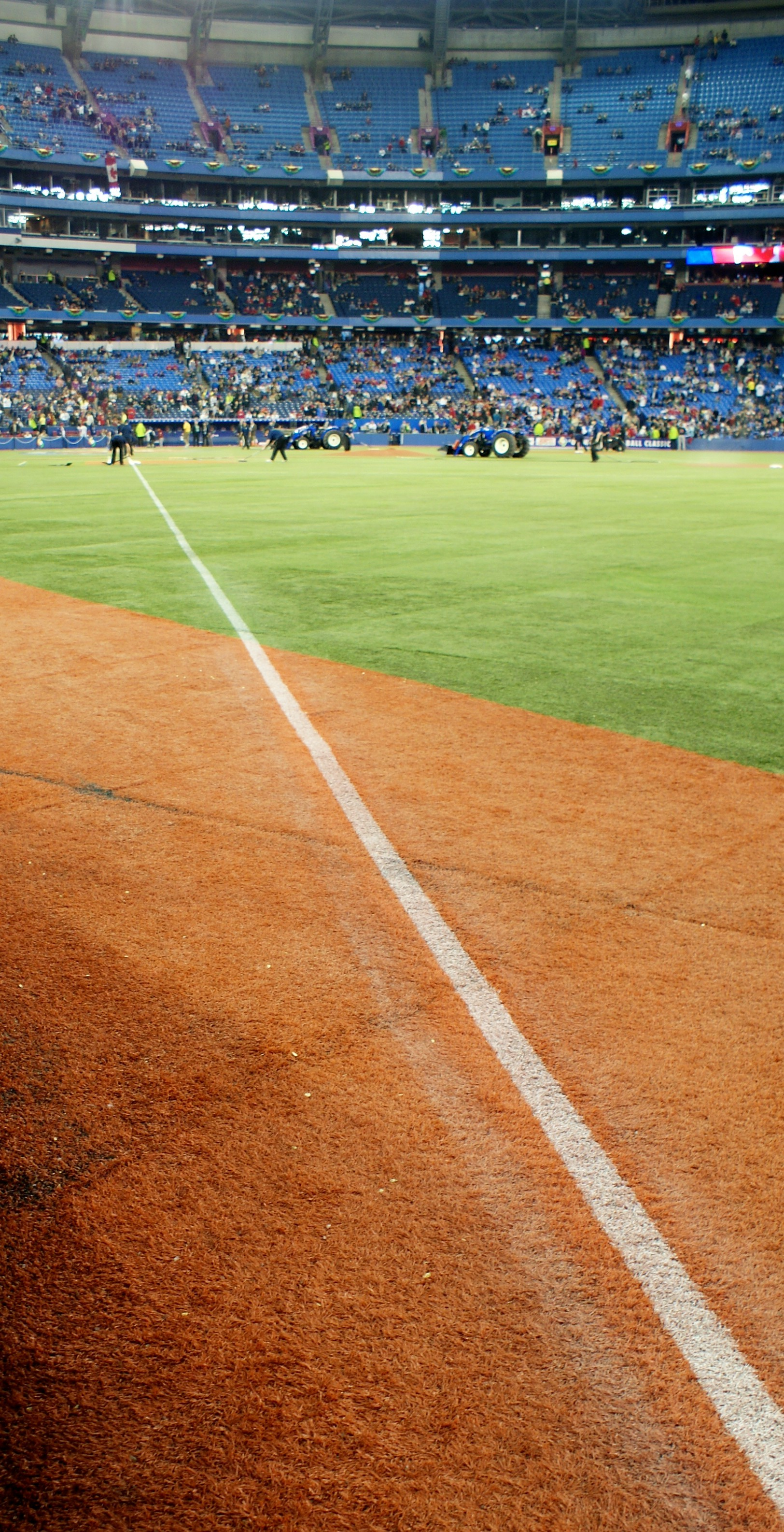
由本壘向一壘方向延伸的界線。

在棒球場上，从本垒畫出两条界線，分別往一垒及三垒方向，並一直延伸到外野的全壘打牆:147；兩條界線之間的區域，包括界線本身，屬於界內區:147；在球場內，界內區以外的區域為界外區:149。
通常，界內與否是根據球在首次落地的位置或首先被球员接触的位置来判断。也就是说，击球落在界內区域或先被界內區的球员接觸是屬於界內球，而落在界外區或先被界外區的球員接觸屬於界外球。然而，在一壘或三壘以前的擊球将根据首次被球员接觸的位置或停球的位置来判断:147。
滾地球通常需要通過一壘或三壘後，才能確認是界內球，此項規定訂於1860年至1879年間，其規定防止擊球員故意將球觸擊至本壘板附近的邊線區域，其角度会使球進入遠離守備員的界外區域，使擊球員能安全上壘。
守備員可以尝试在球落地前接殺任何在球場內的球，這也包含在界外區；但守備員若離開球場，例如进入观众区或球员休息区，則接殺無效，視為界外球:39。
在今日，擊出的球若在界內範圍且未經落地的情況下，越過全壘打牆即為本垒打:22；但在1931年以前並非如此，球必须在被撿起或停留時在界內區，才算全壘打。在1931年以前，球落地後翻越全壘打牆即為全壘打；但在今日，紀錄上會是場地規則的二壘安打。
界外球通常算作一次击球，記好球一次，若已經兩次好球則通常不紀錄；在慢速垒球中，界外球始终算作一次好球，若已經有兩次好球則擊球員出局，紀錄上為三振。

## 擊球類型
美国职棒大联盟對於擊球品質分為四類，為高飛球、衝天砲、平飛球及滾地球。

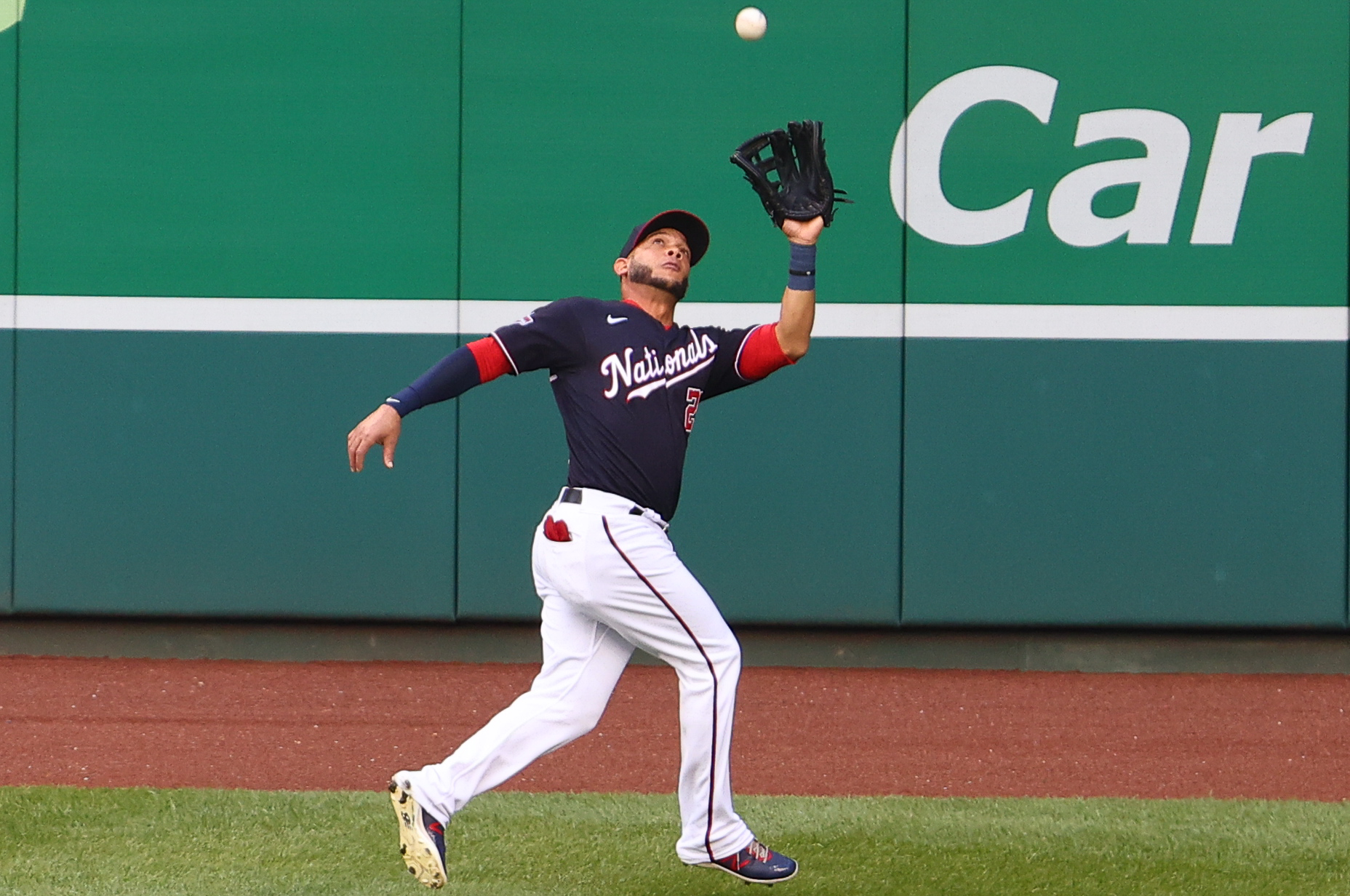
一个外野手准备接住一个高飛球

### 高飛球
高飛球（Fly ball）是指以弧线飛行的球，並飛至外野:147。出于统计目的，美國職棒大聯盟對到外野的飛球稱為高飛球，而留在內野的飛球稱為衝天砲。
守備員會試圖在球下降時接住高飛球，如果球在落地前被接住，则记录为出局。但早期的棒球規則，球落地後反彈被守備員接住，即出局；在1864年後，界內球落地後反彈被守備員接住，不會立即出局；在1883年後，球在界外區落地即算界外球。

### 衝天砲
衝天砲（Pop-up）是指留在內野的飛球，擊球員有極大的機率會出局；在無人出局或一人出局，且一壘和二壘皆有跑壘員，若擊球員將球擊成衝天砲，有很高的機率會被宣判為內野高飛必死球，無論守備員是否接殺，擊球員皆會出局:188。

### 平飛球

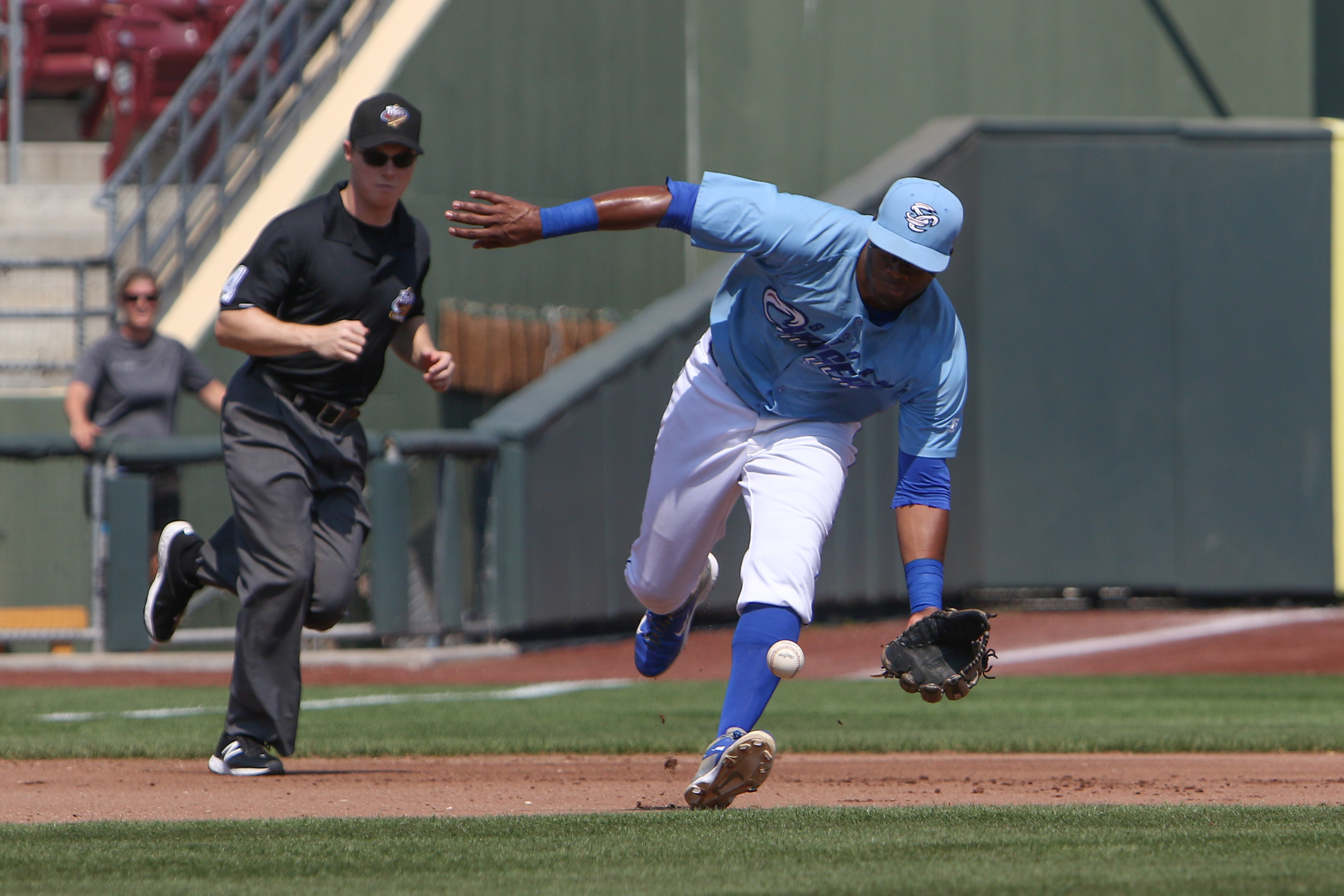
一名内野手正準備接平飛球

平飛球（Line drive）是指貼近地面且近乎直線飛行的飛球。這是最容易形成安打的擊球類型，佔70%。當兩人出局前一壘有跑壘員時，內野手有接觸擊球員擊出的平飛球但未確實接捕，則停止球成立而擊球員出局，壘上所有跑壘員回到該次擊球前的壘包:52-53。

### 滾地球
滾地球（Ground ball）是指飛行的軌跡極低，很快的接觸地面後在地面滾行；而高飛球、衝天砲及平飛球在落地後的滾行，不被視為滾地球:149。

## 统计数据

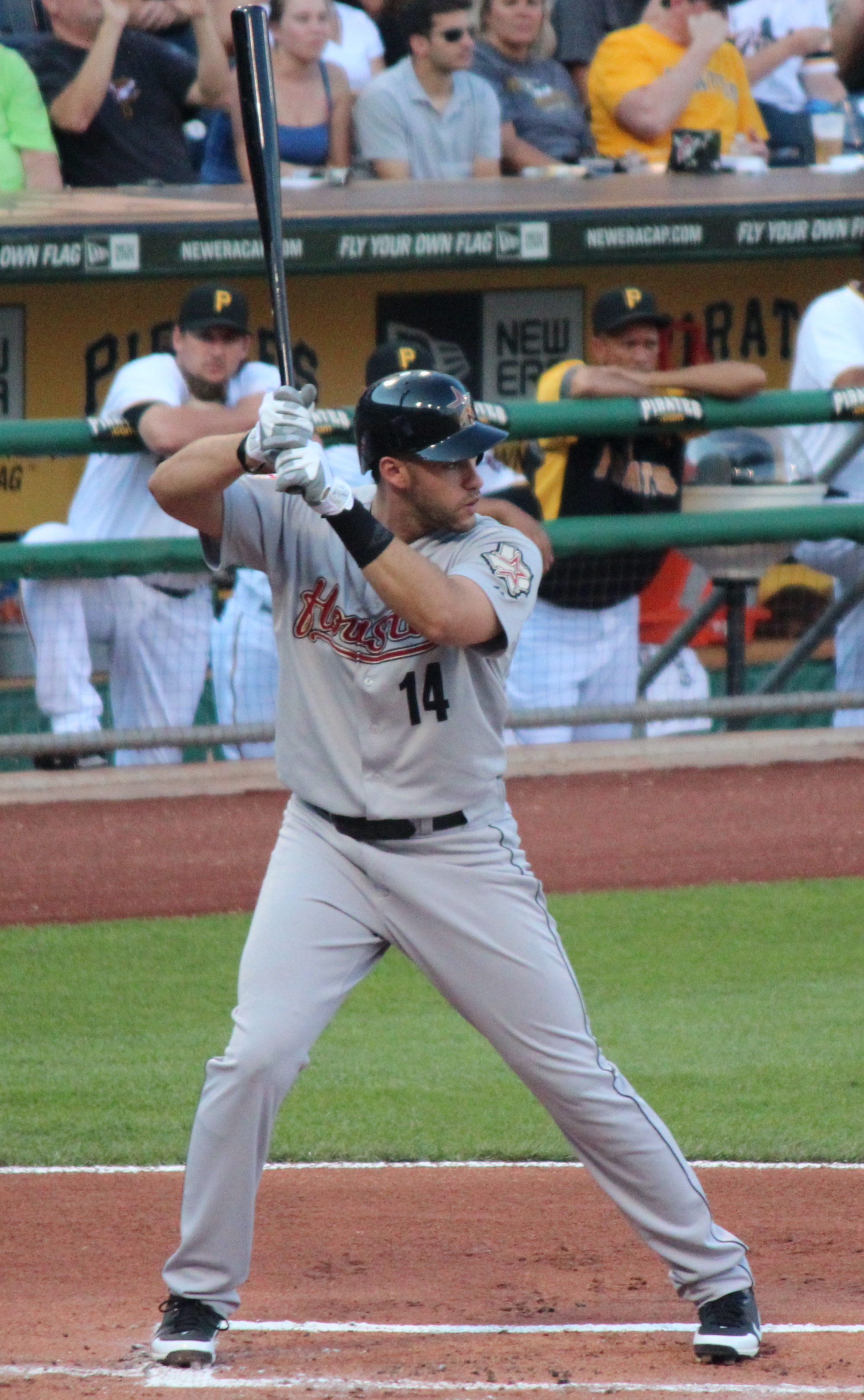
在2012年上場擊球時的朱利奧·丹尼爾·馬丁尼茲

美國職棒大聯盟的官方網站使用上述四个擊球類別作為统计数据，作为擊球狀況的一部分。例如，在2022年赛季，波士顿红袜队的指定打擊朱利奧·丹尼爾·馬丁尼茲的擊球中，滾地球佔38.2%，高飛球佔30.8%，平飛球佔26.7%，衝天砲佔4.3% 。
FanGraphs網站提供击球的统计数据，但對於衝天砲及高飛球皆統稱為高飛球，然后針對高飛球中另外標記衝天砲佔高飛球的百分比；FanGraphs對於馬丁尼茲在2022年赛季的统计数据中，有38.2%為滚地球，39.7%為高飞球，22.1%為平飛球；而馬丁尼茲在所有高飛球中，衝天砲佔5.8%。
根據FanGraphs的統計，在2010年美國職棒大聯盟球季中，有44%為滾地球，35%為高飛球，21%為平飛球，在高飛球中有11%為衝天砲。

## 特殊的規則
以下有特殊的规则。

### 內野高飛必死球

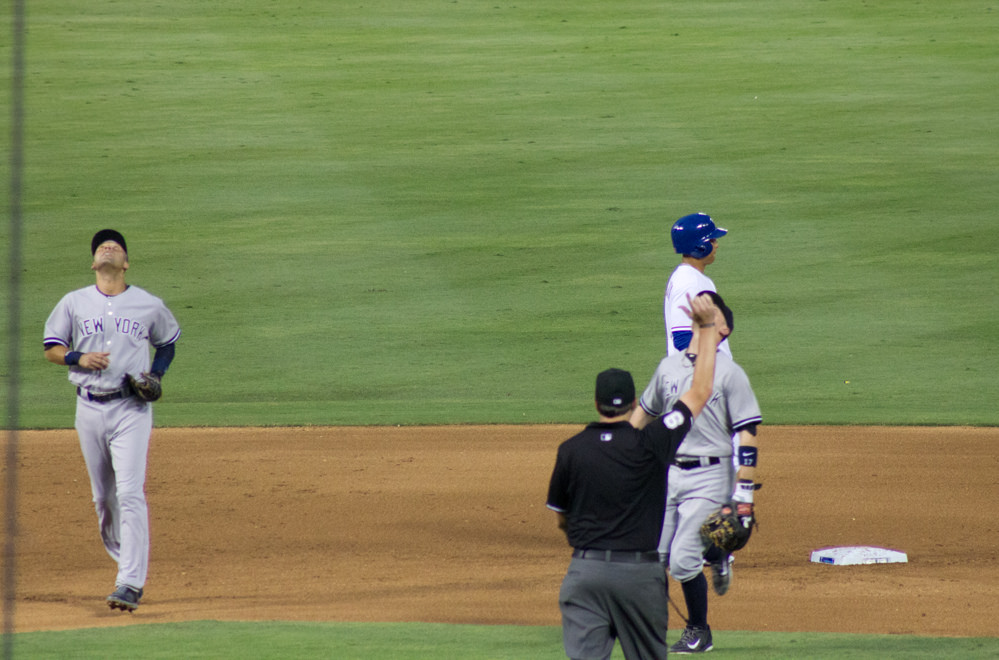
裁判對於衝天砲做出內野高飛必死球的判決手勢

當不足兩個出局且一垒和二垒上都有跑垒员時，擊球員擊出了衝天砲被內野手掌握，依照規則無論接殺與否，擊球員出局。
內野高飛必死球由裁判宣判，在衝天砲被內野手掌握時應立即的做出宣判:149，裁判會將右手臂直指空中，然後做出出局的手勢。如果被宣判為內野高飛必死球的衝天砲沒有被球員接觸，落在界外區或在經過一壘或三壘前滾到界外區，则內野高飛必死球的宣告失效，視為界外球:149–150。以上的內野高飛必死球規則於1895年制定。

### 擦棒被捕
擦棒被捕是球輕輕的接觸到擊球員的球棒後，被捕手接捕:149；當未滿兩次好球時，記好球一次；若已經兩次好球，則擊球員出局；此項規則於1895年制定。

### 觸擊

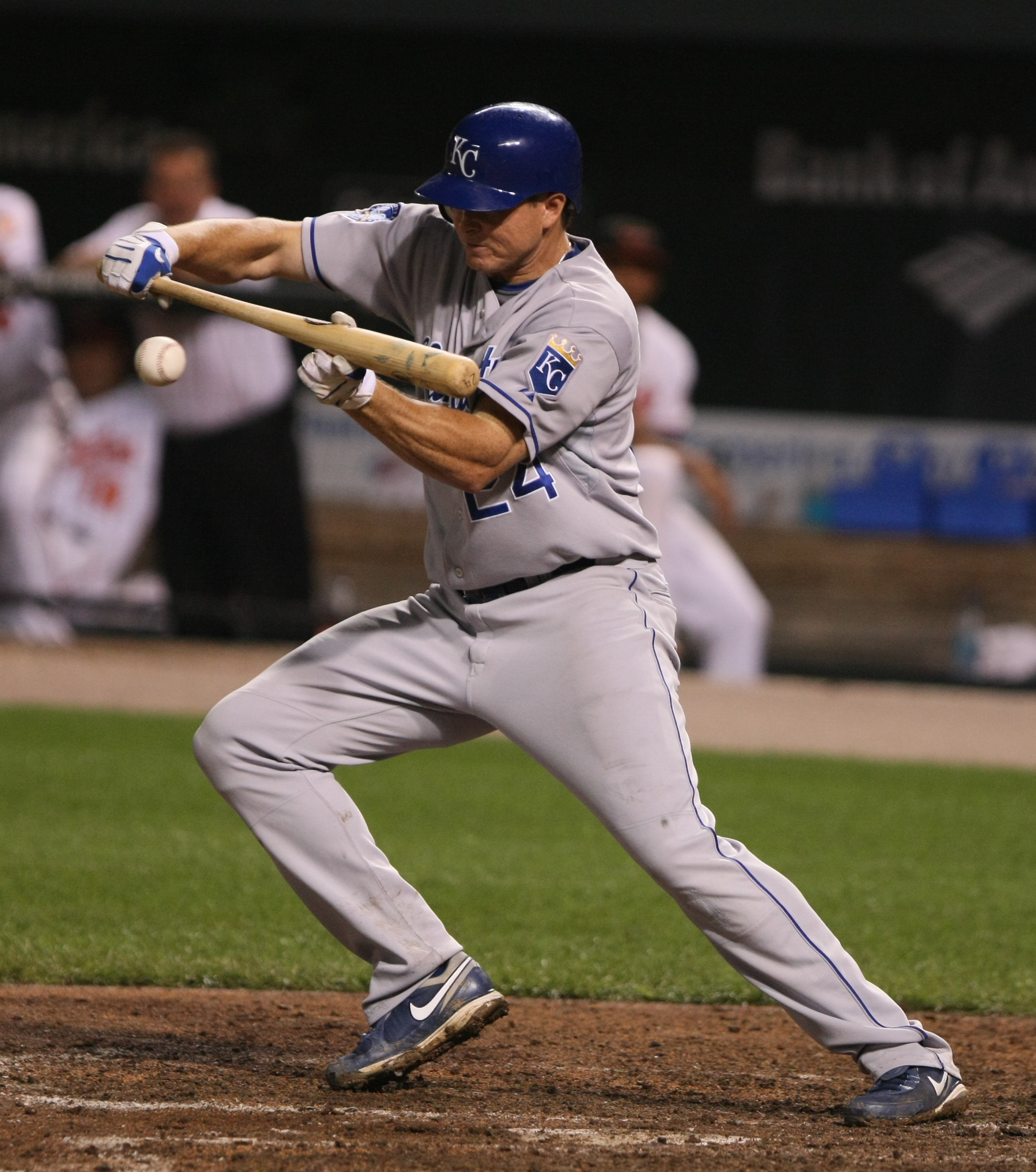
一名擊球員執行觸擊

觸擊是一种特殊的擊球方式，指擊球員手握球棒觸球，非以一般的揮棒方式擊球:145；觸擊較常在無人出局一壘有跑壘員時使用，藉此透過觸擊使場上的跑壘員推進至得點圈。
与其他类型的击球不同，當兩次好球時，擊球員若以觸擊擊成界外球，則擊球員出局:41，這項規則起源于1894年，目的是防止擊球員故意連續的將球擊出界外，使投手疲勞，影響比賽節奏。

## 安全问题

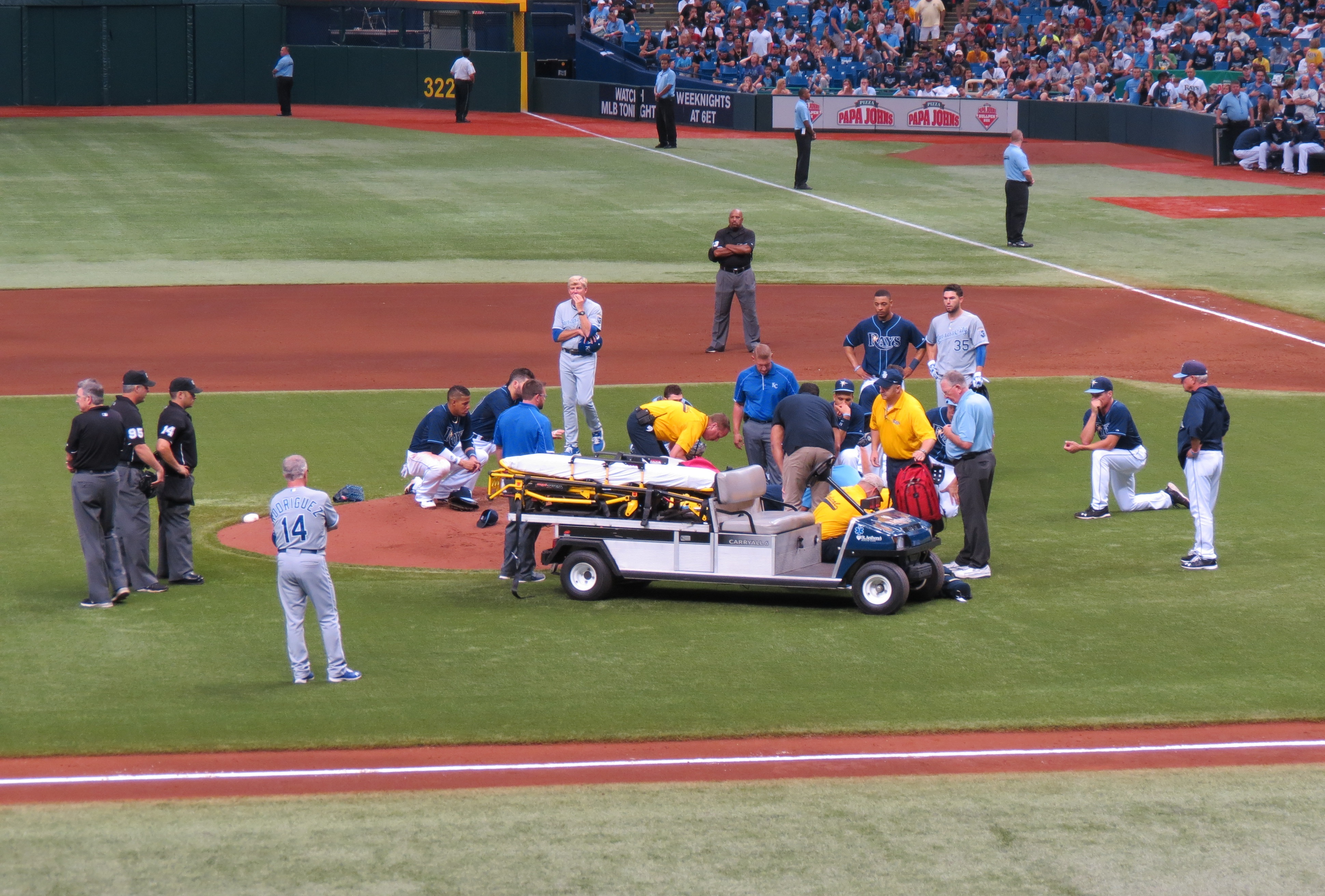
2013年6月15日，投手亞力士·柯布被平飛球擊中後被送往醫院。

在擊球的類型中，平飛球是最危險的擊球類型，在棒球歷史上，有許多人員因此受傷，此類被稱為強襲球；以下是發生於美國職棒體系的幾次較著名的強襲球事件：
- 2007年7月，一垒指導教练邁克·庫博（英语：Mike_Coolbaugh）在一场小联盟的比赛中，被界外的強襲球擊中頭部而喪生[24]。

- 裁判戴尔·斯科特（英语：Dale_Scott）在大聯盟有多次被強襲球擊中的紀錄，分別在2012年8月担任主審時被擦棒球击中[25]，在2015年6月擔任二壘審時被平飛球擊中[26]。

- 2019年5月，大聯盟休斯顿太空人队的主場比赛中，有一名球迷被界外球擊中，需要當場送醫治療[27]。

- 2021年6月，一场小联盟比赛中，投手泰勒·松布（英语：Tyler_Zombro）羅被104 mph（167 km/h）的強襲球擊中頭部，导致他癫痫發作[28]。